# Lonate Ceppino
Lonate Ceppino (Lonàa Cepin in dialetto varesotto) è un comune italiano di 5 157 abitanti della provincia di Varese in Lombardia.

## Geografia fisica

### Idrografia
Lonate Ceppino è bagnato dall'Olona e dal suo affluente Bozzone. In Valle Olona, al confine con Cairate, si trova anche un piccolo stagno.

## Origini del nome
Il paese ha lontane origini celtiche, indicate dallo stesso nome della località. Lonate sembra infatti derivare dalla radice celtica lona, che significa "pozza" o "pozza d'acqua". Questa origine sarebbe confermata dalla presenza in loco di una sorgente, posta poco distante dall'antica chiesa parrocchiale che fin dai tempi antichi era considerata come miracolosa.

## Storia

### Simboli
Lo stemma, riconosciuto con DCG del 1º marzo 1939, era già in precedenza adottato dall'amministrazione comunale con delibera del 14 maggio 1932. Vi sono raffigurati una luna e un ceppo, risultando quindi un’arma parlante, riferita al toponimo Lonàa Cepin in dialetto varesotto.
Il gonfalone municipale è un drappo di bianco.

## Monumenti e luoghi d'interesse
Il luogo di culto più antico del comune è la chiesa sussidiaria di San Pietro apostolo, un tempo parrocchiale, posta sull'orlo del pendio che scende nella Valle Olona; essa è di origini molto remote ed è stata successivamente oggetto di cospicui rimaneggiamenti seicenteschi. Ritenuta insufficiente a fronte della crescita della popolazione locale, fu sostituita a inizio XX secolo dalla nuova chiesa parrocchiale dei Santi Pietro e Paolo apostoli.
Vicino ad essa sorgono un'ulteriore chiesa sussidiaria intitolata alla Beata Vergine Maria Annunciata e a sant'Antonio abate e il centro pastorale, edificio moderno, entro il quale si trova un'ulteriore chiesa, avente il titolo della beata Chiara Badano vergine.
All'interno del cimitero sorge la chiesa sussidiaria di San Maurizio martire, edificata negli anni 1970 in sostituzione di un preesistente tempio, abbattuto poco prima poiché pericolante.
Nella località cascine Carunati sorge la chiesa sussidiaria della Beata Vergine Maria Regina e San Giovanni Battista.
Al confine con Tradate, nella frazione cascine San Bernardo, sorgono la chiesa sussidiaria di San Bernardo abate e dottore della Chiesa e la cappella della Beata Vergine Maria addolorata.
Esistono inoltre nel paese varie cappelle.

## Società

### Evoluzione demografica
- 600 nel 1751
- 770 nel 1805
- annessione a Tradate nel 1809
- 1 036 nel 1853
- 1 113 nel 1859

Abitanti censiti

## Geografia antropica

### Rioni
Storicamente, quando il paese corrispondeva al solo centro storico, era diviso in quattro rioni: Montui (corrispondente alla zona che va dalla chiesa di Santa Maria e Sant'Antonio verso Tradate, chiamata così in quanto è la zona più alta del paese); Stradon (corrispondente alla zona della chiesa di San Pietro, chiamata così in quanto vi era la strada più larga del paese); Streccion (corrispondente a via Volta, chiamata così in quanto era la strada più piccola del paese); Scimazz (corrispondente alla zona periferica a nord del paese, chiamata così in quanto era la zona più isolata del paese). Questi rioni ogni anno a luglio si sfidavano nel "palio", una kermesse di natura ludico-sportiva.
Tra il 1948 e la fine degli anni 1960, periodo in cui l'originario palio venne soppresso, a causa dell'aumento di popolazione nel paese i rioni hanno cambiato nome e locazione, divenendo Consacrato (zona sud ovest del paese; chiamato così per via del camposanto che sorgeva davanti alla chiesa di San Pietro); San Lucio (zona nord est del paese; chiamato così in quanto l'altare nella chiesa parrocchiale conservante la salma di San Lucio martire è rivolto verso quella zona); San Maurizio (zona nord ovest del paese; chiamato così perché in esso sorge la chiesa di San Maurizio); Pozzo (zona sud est del paese; chiamato così in quanto fino al 2007 in esso sorgeva una presa d'acqua potabile). Questi rioni tornarono a sfidarsi nel "palio", che si svolse annualmente dalla fine degli anni 1960 alla fine degli anni 1990, quando venne definitivamente soppresso.

### Frazioni e località
Lonate Ceppino ha una frazione e sei località.
La frazione Cascine San Bernardo si trova al confine con Tradate, il nome deriva dalla chiesa che si trova in essa, ha poco più di 100 residenti.
Le cinque località, di cui quattro costituite principalmente da case, sono Ceppine (a nord del paese), che prende il nome dalla frazione del comune di Tradate con cui confinano, Brugheraccia-Cerrine (a sud del paese), una zona rurale costituita da terreni pianeggianti ed alberi di cerro, da cui prende il nome, Cardellini (a sud del paese), chiamata così per via della presenza di nidi degli omonimi uccelli, a cui poi è stata intitolata anche la via che l'attraversa, Cascine Carunati (a sud ovest del paese), zona immersa tra le campagne e i boschi, prende il nome dalle due cascine lì presenti, Molino Taglioretti (a sud ovest del paese, nella valle Olona) dal nome del vecchio mulino di proprietà della famiglia Taglioretti, Molino Lepori (a nord ovest del paese, nella valle Olona), è costituita da edifici di tipo produttivo.

## Infrastrutture e trasporti
Il paese fu servito dalla stazione di Cairate-Lonate, attivata nel 1904 lungo la ferrovia di Valmorea; privata del traffico passeggeri nel 1952, fu soppressa definitivamente nel 1977 assieme all'intera linea.

## Amministrazione
Lonate Ceppino fu in provincia di Como dal 1805 al 1927.
A partire dal 2 gennaio 1927, con l'istituzione della provincia di Varese, venne inserita nell'amministrazione di quella provincia.